# فيربست (تكساس)
فيربست (بالإنجليزية: Veribest)‏ هي مدينة أمريكية تقع في ولاية تكساس.